# هاسيغاوا كاتسوتوشي
هاسيغاوا كاتسوتوشي (باليابانية: 長谷川勝敏؛ بالكانا: はせがわ かつとし) هو ريكيشي ‏ ياباني، ولد في 20 يوليو 1944 في هوكايدو في اليابان.